# Rebecca Marshall
Rebecca Marshall (bl. 1663 – 1677) war eine beachtete englische Schauspielern zur Zeit der Stuart-Restauration. Sie war die jüngere Schwester der Schauspielerin Anne Marshall.
Rebecca Marshall begann ihre Schauspielkarriere bei der Theaterkompanie King’s Company unter Thomas Killigrew, drei Jahre nach deren Gründung 1660. Dort blieb sie den gesamten Verlauf ihres schauspielerischen Wirkens über; lediglich im letzten Jahr, 1677, wechselte sie noch für eine Spielzeit zur konkurrierenden Truppe der Duke’s Company. Sie spielte mindestens einmal zusammen mit ihrer Schwester Anne in John Drydens The Maiden Queen im Jahr 1664; Anne hatte die Rolle der Candiope und Rebecca verkörperte die Queen. Als ihre ältere Schwester sich 1668 vorübergehend von der Bühne zurückzog, fielen Rebecca viele ihrer Rollen zu. So die der Aurelia in Drydens An Evening's Love und die der Nourmahal in Aureng-zebe; es ist möglich, dass sie auch die Evadne in The Maid's Tragedy von Francis Beaumont und John Fletcher übernahm.
Andere Rollen Rebecca Marshalls:
- Calpurnia in Shakespeares Julius Caesar
- Spaconia in Beaumont und Fletchers A King and No King
- Quisara in Fletchers The Island Princess
- Dorothea in Massinger und Dekkers The Virgin Martyr
- Berenice in Drydens Tyrannick Love
- Lyndaraxa in The Conquest of Granada
- Lucretia in The Assignation
- Ysabinda in Amboyna
- Doralice in Marriage à la mode
- Plantagenet in Roger Boyles The Black Prince
- Roxana in Lees The Rival Queens
- Olivia in Wycherlys The Plain Dealer

Dazu zählen viele weitere gesprochene Prologe und Epiloge zu verschiedenen Stücken. Sie war 1672 beteiligt an zwei, ausschließlich mit weiblichen Darstellern besetzten Stücken Killigrews: The Parson’s Wedding (von ihm selbst zu Beginn der 1640er Jahre verfasst) und Beaumont und Fletchers Philaster.
Marshall bildete mit ihrer Kollegin Elizabeth Boutell eine „bemerkenswerte schauspielerische Kombination“. Diese konstituierte sich erstmals im August 1670 an der Dury Lane in dem Drama „The Roman Empress“, dem einzigen Theaterstück William Joyners (1622–1706). Der Erfolg und das Verlangen nach mehr solcher „Women in Conflict“-Stücke (Frauen in Feindschaft) zog ähnliche Werke nach sich, in denen Marshall den finsteren Antagonisten gegen die tugendhafte Heldin Boutell spielte. Diese Konstellation zeigte sich in The Conquest of Granada und The Tragedy of Nero von Lee im Jahr 1674; wie auch 1677 in John Crownes The Destruction of Jerusalem und Lees The Rival Queens.
Dieses erfolgreiche Schema ließ nicht lange auf Nachahmer warten. So trat noch im gleichen Jahrzehnt die konkurrierende Theatergesellschaft Duke’s Company mit einem eigenen Paar an: Mary Saunderson (die Ehefrau Thomas Bettertons) und Mary Lee (später Mary Slingsby). In den 1680er und 1690er Jahren war es das Duo Elizabeth Barry und Anne Bracegirdle.
In der Spielzeit mit der Duke’s Company spielte sie in einer komödiantischen Version dieser Konstellation gegen Elizabeth Barry in Thomas d’Urfeys Stück A Fond Husband, or the Plotting Sisters.
Samuel Pepys erwähnte die beide Marshall-Schwestern wiederholt in seinem berühmten Tagebuch; dabei nannte er die Jüngere stets „Beck Marshall“. Rebecca wurde oft ihrer Schönheit gerühmt, was ihr aber auch eine Last war: Zweimal ersuchte sie König Karl II. um Schutz vor aufdringlichen Männern in ihrem Publikum zu erhalten. Sie besaß auch die Angewohnheit mit Nell Gwyn in ständige Streitereien zu verfallen.